# Google AI
Google AI é a divisão de inteligência artificial (IA) da Google que se dedica a pesquisar e desenvolver novas formas de aplicar a IA para beneficiar as pessoas e a sociedade. Foi anunciado no Google I/O 2017 pelo diretor executivo Sundar Pichai.

## Projetos
Google AI tem vários projetos e produtos que usam a IA para criar, conectar e colaborar, como o Bard, um experimento que usa um modelo de linguagem generativa chamado PaLM 2 para ajudar os usuários a escrever textos criativos. Google AI também trabalha com computação quântica e correção de erros quânticos, tendo alcançado um marco importante na demonstração de um protótipo de qubit lógico, que reduz os erros ao aumentar o número de qubits em um esquema conhecido como correção de erros quânticos. Além disso, Google AI se preocupa com o desenvolvimento responsável da IA, criando ferramentas e princípios para garantir que a IA seja usada de forma ética e inclusiva, como o Monk Skin Tone Scale, uma ferramenta gratuita que ajuda os desenvolvedores a criar IA mais diversa e representativa.